# هینخسا د سان بیسنته
هینخسا د سان بیسنته (به اسپانیایی: Hinojosa de San Vicente) یک شهرستان در اسپانیا است که در استان تولدو واقع شده‌است.

## خصوصیات
هینخسا د سان بیسنته ۳۱ کیلومترمربع مساحت و ۴۸۱ نفر جمعیت دارد و ۱٬۳۲۰ متر بالاتر از سطح دریا واقع شده‌است.